# Balázs Kiss (atleet)
Balázs Kiss (Veszprém, 21 maart 1972) is een voormalige Hongaarse atleet.

## Biografie
Kiss werd in 1996 olympisch kampioen. Tijdens de Europese kampioenschappen in 1998 werd hij in eigen land tweede achter zijn landgenoot Tibor Gécsek.

## Persoonlijke records
| Onderdeel      | Prestatie | Jaar |
| -------------- | --------- | ---- |
| Kogelslingeren | 83,00 m   | 1998 |

## Palmares

### Kogelslingeren
- 1994: 12e EK - 73,08 m
- 1995: 4e WK - 79,02 m
- 1996:  OS - 81,24 m
- 1997: 4e WK - 79,96 m
- 1998:  EK - 81,26 m
- 2001: 6e WK - 79,75 m

1900: John Flanagan ·
1904: John Flanagan ·
1908: John Flanagan ·
1912: Matt McGrath ·
1920: Patrick Ryan ·
1924: Fred Tootell ·
1928: Pat O'Callaghan ·
1932: Pat O'Callaghan ·
1936: Karl Hein ·
1948: Imre Németh ·
1952: József Csermák ·
1956: Harold Connolly ·
1960: Vasili Roedenkov ·
1964: Romuald Klim ·
1968: Gyula Zsivótzky ·
1972: Anatoli Bondartsjoek ·
1976: Joeri Sedych ·
1980: Joeri Sedych ·
1984: Juha Tiainen ·
1988: Sergej Litvinov ·
1992: Andrej Abdoevalijev ·
1996: Balázs Kiss ·
2000: Szymon Ziółkowski ·
2004: Koji Murofushi ·
2008: Primož Kozmus ·
2012: Krisztián Pars ·
2016: Dilsjod Nazarov ·
2020: Wojciech Nowicki ·
2024: Ethan Katzberg
- World Athletics: 14196636